# Competition (film 1915)
Competition è un cortometraggio muto del 1915 diretto da Reaves Eason e Thomas Ricketts. Prodotto dall'American Film Manufacturing Company su un soggetto di Theodosia Harris, il film aveva come interpreti David Lythgoe, Harry von Meter, Louise Lester, Vivian Rich, Jack Richardson.

## Trama
Quando sua figlia Myra torna dalla città vestita all'ultima moda, la cosa incontra la disapprovazione di Stubbs, rigido e severo agricoltore. E quando la ragazza rifiuta la proposta di matrimonio di Josh Jones, il più prospero contadino della zona, suo padre decide di metterle la testa a posto e di farla lavorare. Il fidanzato di città di Myra, Jim Daley, sta andando a chiederle di sposarlo. Spera che i genitori di lei lo approvino, perché lui, per la sua educazione, è contrario alla fuga da casa. Ma l'accoglienza non è delle migliori e il vecchio afferma che sua figlia o sposerà un contadino o resterà zitella.

Ormai scoraggiato, Jim viene colpito da un'idea brillante: decide di affittare la fattoria adiacente, fingersi un agricoltore e fare concorrenza a papà Stubbs e al suo rivale Josh Jones, portandoli a più miti consigli.

Dopo un po' di tempo, Josh e papà si offrono di acquistare la fattoria per sbarazzarsi di lui, date le sue incursioni nel settore lattiero caseario che hanno loro provocato parecchio fastidio. Jim accetta, ma mette nel piatto anche il matrimonio con Myra. L'affare è siglato, anche perché Stubbs pensa di maritare la figlia a un agricoltore della cui prosperità non dubita. Quando Jim rivela la sua vera identità, al vecchio viene un colpo, ma ormai il danno è fatto e la figlia sposata.

## Produzione
Il film fu prodotto dall'American Film Manufacturing Company.

## Distribuzione
Distribuito dalla Mutual Film, il film - un cortometraggio in due bobine - uscì nelle sale cinematografiche degli Stati Uniti il 17 marzo 1915.